# 飯野芹菜
飯野 芹菜（いいの せりな、9月17日 - ）は、日本の元子役である。血液型B型。身長120cm。セントラル子供タレント所属。

## 出演

### テレビドラマ
- FIRE BOYS 〜め組の大吾〜（2004年、フジテレビ） - 平なつみ 役
- 離婚弁護士II〜ハンサムウーマン〜 第8話（2005年、フジテレビ） - 高木和希 役
- 緋の十字架（2005年、フジテレビ） - 永井ひろみ 役
- 月曜ミステリー劇場 示談交渉人 甚内たま子裏ファイル4（2005年、TBS） - 三村亜美 役
- DRAMA COMPLEX 保育士探偵危機100発!今夜もヨロシク（2006年、日本テレビ） - ミキ 役
- 愛の劇場 スイーツドリーム（2006年、TBS） - ミワ 役
- 斉藤さん（2008年、日本テレビ） - 三上かおり 役
- 課長島耕作（2008年、日本テレビ） - 島奈美 役
- 天国で君に逢えたら （2009年9月24日、TBS） - こども患者 役

### 映画
- 北の零年（2004年）
- Deep Love アユの物語（2004年） - 小さいアユ（レイナの子供） 役
- 変身（2005年） - 嵯峨典子 役
- 魂萌え!（2007年） - 関口大安 役

### CM
- NTT東日本
- 鴨川シーワールド
- 日産自動車企業キャンペーン
- オージオ
- 講談社 おともだち（2006年）
- 講談社 たのしい幼稚園
- イオン Tシャツ
- バファリン